# Demba Sabally
Demba Sabally (* 20. Jahrhundert) ist ein gambischer Politiker.

## Leben
Sabally absolvierte eine Ausbildung als Krankenpfleger am The Gambia College School of Nursing and Midwifery und ein Trainingsprogramm zum zertifizierten Krankenpfleger für Anästhesie. An der American International University West Africa hat er einen Doktor der Medizin erworben.
Er arbeitete von 1996 bis 2001 im Royal Victoria Hospital (heute: Edward Francis Small Teaching Hospital) in Banjul und von 2003 bis 2009 im St Mary’s Hospital in den USA. Von 2009 bis 2021 war er Inhaber und Geschäftsführer des Pharmaunternehmens Welfare Drug Store. 
Er war ab 2016 Mitglied und Vorsitzender des Gambia Democratic Congress (GDC) und schloss sich im Dezember   der National People’s Party (NPP) an und wurde deren zweiter Vizepräsident.
Mit Bildung des neuen Kabinetts am 4. Mai 2022 berief Präsident Adama Barrow Sabally als Minister für Landwirtschaft und löste damit Amie Fabureh ab. Die Ernennung wurde von Omar Ceesay, Parteisprecher der GDC, kritisiert, Sabally habe nicht Landwirtschaft studiert und seine Befähigungen lägen in der Krankenpflege. Dieser Kritik schloss sich Demba Ali Jawo, ein ehemaliger Informationsminister in der Barrow-Regierung, an. Er verwies darauf, dass Sabally Apotheker sei.